# Viktimoj
Viktimoj (Victimes) est un roman de Julio Baghy originellement écrit en espéranto et publié en 1925.
Cet ouvrage fait partie de la liste des lectures de base en espéranto compilée par William Auld.